# جورجي فيسو
جورجي فيسو (بالرومانية: Gheorghe Visu)‏ هو ممثل روماني، ولد في 2 يوليو 1951 ببوخارست في رومانيا.

## وصلات خارجية
- جورجي فيسو على موقع IMDb (الإنجليزية)
- جورجي فيسو على موقع ألو سيني (الفرنسية)
- جورجي فيسو على موقع أول موفي (الإنجليزية)
- جورجي فيسو على موقع قاعدة بيانات الأفلام السويدية (السويدية)
- جورجي فيسو على موقع قاعدة بيانات الفيلم (الإنجليزية)
- جورجي فيسو على موقع كينوبويسك (الروسية)